# Piepersberg (Remscheid)
Piepersberg ist eine Hofschaft im Südosten der bergischen Großstadt Remscheid in Nordrhein-Westfalen.

## Lage und Beschreibung
Piepersberg liegt im statistischen Stadtteil Bergisch Born West des Stadtbezirks Lennep nördlich von Bergisch Born auf der Wasserscheide zwischen dem Eschbach und der Dörpe, über die die Bundesstraße 51 und die Trasse der Bahnstrecke Wuppertal-Oberbarmen–Opladen („Balkanexpress“) verläuft. Weitere benachbarte Wohnplätze und Hofschaften sind Buchholzen, Stöcken, Jägerhaus, Leverkusen und Bergerhöhe, Engelsburg, Heydt, Rademachershof, Eichenhof und Eichendahlerhof. Abgegangen ist Beeck.
Der Ort ist über eine Zufahrtsstraße erreichbar, die von der Bundesstraße abzweigt.

## Geschichte
Piepersberg wurde erstmals 1466 als Piepenßbergh und 1487 als Pipensbergh urkundlich erwähnt. Die Karte Topographia Ducatus Montani aus dem Jahre 1715 zeigt den Hof als Pipersberg. Im 18. Jahrhundert gehörte der Ort zum bergischen Amt Bornefeld-Hückeswagen. 
1815/16 lebten 36 Einwohner im Ort. 1832 war Piepersberg Teil der altbergischen Landgemeinde Fünfzehnhöfe, die nun der Bürgermeisterei Wermelskirchen angehörte. Der laut der Statistik und Topographie des Regierungsbezirks Düsseldorf als Ackergut bezeichnete Ort besaß zu dieser Zeit fünf Wohnhäuser und zwei landwirtschaftliche Gebäude. Zu dieser Zeit lebten 34 Einwohner im Ort, davon zwei katholischen und 30 evangelischen Glaubens.
Im Gemeindelexikon für die Provinz Rheinland werden für das Jahr 1885 fünf Wohnhäuser mit 37 Einwohnern angegeben. Der Ort gehörte zu dieser Zeit zur  Bürgermeisterei Fünfzehnhöfe innerhalb des Kreises Lennep. 1895 besitzt der Ort fünf Wohnhäuser mit 28 Einwohnern, 1905 fünf Wohnhäuser und 38 Einwohner.
1906 wurde die Bürgermeisterei Fünfzehnhöfe mit Piepersberg in die Stadt Lennep eingemeindet, die 1929 ihrerseits in Remscheid eingemeindet wurde.